# Novella d'Andréa
Novella d'Andréa, (n. 1312 à Bologne – d. 1333 (ou avant 1346 ou 1366), est une juriste italienne du XIVe siècle de l'université de Bologne.

## Biographie
Fille de Giovanni d'Andréa, professeur émérite de droit canon, elle effectua, en remplacement de son père malade, des lectures juridiques remarquées. Selon la poétesse Christine de Pisan, dans son ouvrage Le livre de la cité des Dames, elle dut enseigner les élèves, cachée derrière un rideau, afin de ne pas les distraire par sa beauté. Elle aurait épousé selon certains commentateurs le juriste Giovanni Calderinus ou le professeur de droit Giovanni da Legnano. Mais selon d'autres sources elle épousa plus vraisemblablement le juriste Filippo Formaglini en 1326,. Elle mourut assez jeune. Son père aurait donné à ses décrétales du pape Grégoire IX le nom de Novella en sa mémoire.
Sa sœur, Bettina d'Andréa, enseigna, jusqu'à sa mort en 1335, le droit et la philosophie à l'université de Padoue, où son mari, Giovanni Da Sangiorgio, travaillait aussi.